# Rechtsbeschwerde
Die Rechtsbeschwerde ist ein Rechtsmittel, das je nach Gerichtsbarkeit unterschiedlichen Voraussetzungen unterworfen wird. Ziel der Rechtsbeschwerde ist stets eine Entscheidung (mit Ausnahme des Ordnungswidrigkeitenrechts kein Urteil) eines Gerichts. Ihr Zweck ist es, über eine streitige Rechtsfrage eine höchstrichterliche Entscheidung herbeizuführen und eine einheitliche Rechtsprechung sicherzustellen.
Die Rechtsbeschwerde ist statthaft in der ordentlichen Gerichtsbarkeit (einschließlich Patent- und Kartellverwaltungssachen, für letztere ausnahmsweise auch in der Sozialgerichtsbarkeit), im arbeitsgerichtlichen Beschlussverfahren (und entsprechenden verwaltungsgerichtlichen Personal- und Richtervertretungssachen) sowie in wehrdienstgerichtlichen Wehrbeschwerdesachen.

## Rechtsbeschwerdegründe
Wie die Revision ist die Rechtsbeschwerde unter Ausschluss der Tat- auf die Rechtsfrage beschränkt (§ 79 Abs. 3 OWiG i. V. m. § 337 StPO; § 116 Abs. 2 StVollzG; § 576 ZPO; § 72 FamFG; § 101 Abs. 2 PatG; § 76 Abs. 2 GWB; § 88 Abs. 2 EnWG; § 93 ArbGG).

## Ordnungswidrigkeitenrecht
Im Bereich der Strafgerichte ist die Rechtsbeschwerde lediglich in gerichtlichen Verfahren wegen Ordnungswidrigkeiten zulässig. Sie ist das einzige Rechtsmittel gegen Urteile und Entscheidungen in Bußgeldverfahren. Die Höhe der Geldbuße muss den Betrag von 250 Euro übersteigen oder es muss nach § 79 Abs. 1 OWiG im Übrigen eine Nebenfolge o. ä. angeordnet worden sein. Daneben kann die Rechtsbeschwerde im Ordnungswidrigkeitenrecht zugelassen werden, wenn die Fortbildung des Rechts dadurch gewährleistet wird oder das rechtliche Gehör verletzt wurde.
Die Rechtsbeschwerde gegen Urteile und Entscheidungen des Amtsgerichts führt vor den Bußgeldsenat des Oberlandesgerichts, die Rechtsbeschwerde gegen oberlandesgerichtliche Entscheidungen in kartell- und energiewirtschaftsrechtlichen Bußgeldsachen demgegenüber vor den Bundesgerichtshof (§ 84 GWB, § 99 EnWG).
Die Rechtsbeschwerde wurde 1949 im Wirtschaftsstrafgesetz eingeführt und 1952 ins Ordnungswidrigkeitenrecht übernommen.

## Strafvollzugsrecht
Im Strafvollzug ist die Rechtsbeschwerde gegen die Entscheidungen der Strafvollstreckungskammer beim Landgericht im Bereich der jeweiligen Justizvollzugsanstalt nur dann zulässig, wenn das Ziel der Rechtsfortbildung oder die Einheitlichkeit der Rechtsprechung wiederhergestellt werden soll. Die Rechtsbeschwerde führt nach § 116 StVollzG zum Oberlandesgericht.

## Streitige Zivilgerichtsbarkeit
Im Zivilprozessrecht ist die Rechtsbeschwerde nach § 574 ZPO nur dann zulässig, wenn die Rechtssache grundsätzliche Bedeutung hat oder sie der Fortbildung des Rechts oder der Sicherung einer einheitlichen Rechtsprechung dient. Die Rechtsbeschwerde muss vom Beschwerdegericht, dem Berufungsgericht oder vom Oberlandesgericht im ersten Rechtszug zugelassen worden sein. Das Gesetz kennt einige wenige Ausnahmen von diesem Zulassungserfordernis, der praktisch häufigste Fall ist die Rechtsbeschwerde gegen einen Beschluss des Berufungsgerichts, der eine Berufung als unzulässig verwirft, § 522 Abs. 1 ZPO. Umgekehrt gibt es auch Verfahren, in denen eine Rechtsbeschwerde von vornherein nicht stattfindet, also auch nicht zugelassen werden kann; etwa dann, wenn es um Anordnung, Abänderung oder Aufhebung eines Arrestes oder einer einstweiligen Verfügung geht (§ 574 Abs. 1 Satz  2 i. V. m. § 542 Abs. 2 Satz 1 ZPO).
Für die Verhandlung und Entscheidung ist gemäß § 133 GVG der Bundesgerichtshof zuständig. Die Rechtsbeschwerde muss binnen eines Monats nach Zustellung des Beschlusses eingelegt werden und der Form des § 575 ZPO entsprechen. Sie darf nur durch einen Rechtsanwalt beim Bundesgerichtshof eingelegt und begründet werden (§ 78 Absatz 1 Satz 3 ZPO).

## Familiensachen und freiwillige Gerichtsbarkeit
In Familiensachen und Angelegenheiten der freiwilligen Gerichtsbarkeit regelt §§ 70 ff. FamFG die Rechtsbeschwerde zum Bundesgerichtshof unter weitgehender Anlehnung an die ZPO. § 70 Abs. 3 FamFG gibt auch Ausnahmen an, in denen eine Rechtsbeschwerde ohne Zulassung der Vorinstanz eingelegt werden kann. Das sind bestimmte Grundentscheidungen im Betreuungsverfahren sowie Entscheidungen, die eine Freiheitsentziehung oder Unterbringung anordnen. Gegen Eilentscheidungen (einstweilige Anordnung oder Arrest) findet auch hier keine Rechtsbeschwerde statt.
Die Rechtsbeschwerde ersetzte 2009 die weitere Beschwerde zum Oberlandesgericht. In Landwirtschaftssachen gab es bereits ab 1948 die Rechtsbeschwerde an den Obersten Gerichtshof für die Britische Zone, ab 1950 an den Bundesgerichtshof.

## Patent- und Markenrecht
Gegen die Beschlüsse der Beschwerdesenate des Bundespatentgerichts findet die Rechtsbeschwerde an den Bundesgerichtshof statt, bei bestimmten Verfahrensmängeln ohne Zulassungserfordernis, sonst zulassungsabhängig (§ 100 PatG; § 83 MarkenG).

## Kartellverwaltungssachen
In kartell- und energiewirtschaftsrechtlichen Verwaltungssachen findet gegen Beschlüsse der Oberlandesgerichte die Rechtsbeschwerde an den Bundesgerichtshof statt, bei bestimmten Verfahrensmängeln ohne Zulassungserfordernis, sonst zulassungsabhängig (§ 74 GWB, § 86 EnWG). Entsprechend geht in Angelegenheiten, die die freiwillige Vereinigung von Krankenkassen betreffen, die Rechtsbeschwerde gegen einen Beschluss des Landessozialgerichts an das Bundessozialgericht (§ 74 GWB, § 202 SGG).

## Arbeitsgerichtsbarkeit; Personal- und Richtervertretungssachen
Im arbeitsgerichtlichen Beschlussverfahren ist gegen einen Beschluss eines Landesarbeitsgerichts, der das Verfahren beendet, die Rechtsbeschwerde an das Bundesarbeitsgericht statthaft, wenn sie in dem Beschluss des Landesarbeitsgerichts oder in dem Beschluss des Bundesarbeitsgerichts aufgrund einer Nichtzulassungsbeschwerde zugelassen wird (§§ 92 ff. ArbGG). Entsprechend geht in verwaltungsgerichtlichen Personal- und Richtervertretungssachen die Rechtsbeschwerde gegen einen Beschluss des Oberverwaltungsgerichts an das Bundesverwaltungsgericht (§ 108  BPersVG, § 60 DRiG).

## Wehrbeschwerderecht
In Verfahren nach der Wehrbeschwerdeordnung ist gegen einen Beschluss des Truppendienstgerichts die Rechtsbeschwerde an das Bundesverwaltungsgericht statthaft, wenn sie in der Entscheidung des Truppendienstgerichts oder auf Beschwerde gegen die Nichtzulassung durch das Bundesverwaltungsgericht zugelassen wird (§ 22a WBO).

## Historisches
Die Rechtsbeschwerde nach der Reichsabgabenordnung von 1919 wurde in der Finanzgerichtsordnung von 1965 durch die Revision ersetzt.